# 大埃尔普河
大埃尔普河（法語：Helpe Majeure，法語發音：[ɛlp maʒœʁ]）是法国北部省与比利时埃諾省的河流，是桑布尔河的支流，长69.1千米。